# Dolný Zemplín
Die Region Dolný Zemplín (slowakisch Dolnozemplínsky región (cestovného ruchu); deutsch etwa „Region Niedersemplin“) ist eine Tourismusregion in der Slowakei.
Sie erstreckt sich im Osten der Slowakei über die Bezirke:
- Michalovce (außer der Stadt Strážske)
- Sobrance
- Trebišov

Im Norden schließt die Region Horný Zemplín an, beide bilden zusammen die historische Region Zemplín.